# She Works Hard for the Money
A She Works Hard for the Money Donna Summer amerikai énekesnő 1983-ban megjelent albuma. Producer: Michael Omartian. Az LP Summer legnagyobb sikere volt a 4 évvel korábbi Bad Girls óta. Az énekesnő mint szövegíró is részt vett a lemez elkészítésében. A felvételek és a keverés helyszínei: Lion Share Studios, Los Angeles; Hollywood Sound Recorders, Hollywood; Rhema Studio, Beverly Hills. A maszterelés helyszínei: a hollywoodi Future Disc Systems és az A&M Mastering Studios.

## Háttérnformációk
Donna Summer az 1970-es évek második felének egyik legnépszerűbb női előadója volt, a diszkó műfaj királynője. 1980-ban korábbi lemezcégével, a Casablanca Recordsszal való nézeteltérései miatt átszerződött a Geffen Recordshoz. Első, náluk megjelent albuma a The Wanderer nem volt ugyan akkora siker, mint korábbi lemezei, viszont segítettek átvészelni azt az időszakot, amelyet a diszkó népszerűségének jelentős visszaesése jellemzett. A Geffen Records azonban nem adta ki a következő, I’m a Rainbow című dupla albumát. A Donna Summer című 1982-es LP fogadtatása kedvező volt, ám a következő évben a lemezcég ismét elutasította az énekesnő új anyagát, a She Works Hard for the Money-t. Donna ekkor a Casablanca Records jogutódjának, a PolyGramnak ajánlotta fel a felvételeket, hogy ezzel rendezze a volt cége részéről fennálló anyagi követeléseket. A PolyGram elfogadta az ajánlatot, és egyik leányvállalata, a Mercury emblémájával kiadta a lemezt.
A Geffen Records illetékesei rövidesen rádöbbentek, hogy óriási hibát követtek el, mikor elutasították az album megjelentetését. A She Works Hard for the Money ugyanis Donna legsikeresebb LP-je lett a diszkókorszakot követően. Az album ugyan pop/dance orientációjú, de néhány soul stílusú ballada is helyet kapott rajta, mint például a Love Has a Mind of Its Own, ami egy duett Matthew Ward soul énekessel. Az Unconditional Love egy reggae-szerzemény, melyen az akkoriban igen népszerű brit gyerekegyüttes, a Musical Youth is közreműködik. A lírai hangvételű dalok közül a Stop, Look and Listen a társadalmi igazságtalanságokkal foglalkozik, a People, People pedig az eltűnt gyerekekkel. A He’s a Rebel Jézusról szól, az énekesnő ugyanis az 1970-es évek óta a keresztény vallás elkötelezett híve. Donna rajongói úgy érezték, hogy a „szerelem First Ladyje” imázstól – melyet maga Summer nem kedvelt, és ezzel kapcsolatos problémái depressziót okoztak neki – való elszakadás óta a díva ezzel a lemezével talált igazán magára mint erős, határozott nő. (A címadó dal például valóságos feminista himnusznak számít azóta.) Bár próbálkozott rockkal és new wave-vel is – nem is sikertelenül! –, igazából a pop/dance világában mozgott a legotthonosabban.
A produceri teendőket ellátó Michael Omartian komponálta a dalok jelentős részét, a szövegírásból azonban Donna is kivette a részét. (Az album zárófelvétele, az I Do Believe (I Fell in Love) teljes egészében Summer szerzeménye.) Az album bekerült az amerikai Top 10-be – 1979 óta ez először történt meg az énekesnő lemezeivel –, a címadó dal pedig kis- és maxilemezen lett igen népszerű. Az album és a kislemez borítóján Summer pincérnőnek öltözve látható, aki a dalszöveg szerint keményen megdolgozik a pénzéért. A címadó dalt a „dolgozó nők”-nek ajánlották, akik meg is értették az énekesnő üzenetét. A felvételhez kitűnő videóklip készült, melyet az MTV kiemelten népszerűsített, akárcsak később az Unconditional Love klipjét. A She Works Hard for the Money című dal előadásáért Donnát Grammy-díjra jelölték a legjobb női popelőadó kategóriájában. Grammyt azonban végül a nagylemez egy másik felvételéért (He’s a Rebel) vehetett át a legjobb vallási témájú dal előadójaként.

## A dalok

### „A” oldal
1. She Works Hard for the Money  (Michael Omartian – Donna Summer) – 5:19
2. Stop, Look and Listen (Michael Omartian – Greg Phillinganes – Donna Summer) – 5:52
3. He's a Rebel (Jay Graydon – Michael Omartian – Donna Summer) – 4:22
4. Woman (Jay Graydon – Michael Omartian – Bruce Sudano – Donna Summer) – 4:19

### „B” oldal
1. Unconditional Love (Michael Omartian – Donna Summer) – 4:42
2. Love Has a Mind of Its Own (Michael Omartian – Bruce Sudano – Donna Summer) – 4:16
3. Tokyo (Michael Omartian – Bruce Sudano – Donna Summer) – 4:19
4. People, People (Michael Omartian – Bruce Sudano – Donna Summer) – 4:06
5. I Do Believe (I Fell in Love) (Donna Summer) – 4:35

## Közreműködők
- Musical Youth (ének, B/1)
- Matthew Ward (ének, B/2)
- Michael Omartian (zongora, szintetizátor, Simmons dob, gitár, harmonika)
- Jay Graydon (gitár)
- Marty Walsh (gitár)
- Gary Herbig (szaxofon)
- Mike Baird (dobok)
- Nathan East (basszusgitár)
- Ray Parker Jr. (ritmusgitár)
- Lenny Castro (konga)
- Michael Boddicker (szintetizátor)
- John Gilston (Simmons dob)
- Assa Drori (karmester)
- Jerry Hey, Chuck Findley, Gary Grant, Dick Hyde, Charlie Loper (kürtök)
- Dara Lynn Bernard, Mary E. Bernard, Roberta Kelly, Matthew Ward (háttérvokál)
- Producer, hangmérnök: Michael Omartian
- Segédhangmérnökök: Larry Ferguson, Ross Pallone
- Felvételvezetés, keverés: John Guess
- Maszterelés: Steve Hall, Bernie Grundman
- Produkciós koordinátor: Yvonne Garcia
- Művészeti vezetés, design: Chris Whorf / Art Hotel
- Fotó: Harry Langdon
- CD design: Rick Hunt

## Különböző kiadások

### LP
- 1983 Mercury (812 265-1, Egyesült Államok)
- 1983 Phonogram (812 265-1, NSZK)

### CD
- 1990 Mercury (812 265-2, Egyesült Államok)

## Kimásolt kislemezek

### 7"
- 1983 She Works Hard for the Money / I Do Believe (I Fell in Love) (Mercury, 812 370-7, Hollandia)
- 1983 She Works Hard for the Money / I Do Believe (I Fell in Love) (Mercury, 812 370-7, NSZK)
- 1983 She Works Hard for the Money / I Do Believe (I Fell in Love) (Mercury, 812 370-7, Egyesült Államok)
- 1983 She Works Hard for the Money / Unconditional Love (Mercury, 884 664-7, Egyesült Államok)
- 1983 Unconditional Love / Woman (Mercury, 814 088-7, NSZK)
- 1983 Unconditional Love / Woman (Mercury, 814 088-7, Egyesült Államok)

### 12"
- 1983 She Works Hard for the Money (Special Long Version) / She Works Hard for the Money (Instrumental) (Mercury, DONNA 12, Anglia)
- 1983 She Works Hard for the Money (Special Long Version) / She Works Hard for the Money (Instrumental) (Mercury, 812 370-1, Hollandia)
- 1983 She Works Hard for the Money (Special Long Version) / She Works Hard for the Money (Instrumental) (Mercury, 812 370-1, NSZK)
- 1983 She Works Hard for the Money (Club Mix) / She Works Hard for the Money (Instrumental) (Mercury, MK 249, Egyesült Államok, promóciós lemez)
- 1983 Unconditional Love (Extended Version) / Unconditional Love (Instrumental) / Woman (Mercury, DONNA 212, Anglia)
- 1983 Unconditional Love (Club Mix) / Unconditional Love (Instrumental) (Mercury, PRO 226-1, Egyesült Államok, promóciós lemez)
- 1983 Unconditional Love (Long Version) / Unconditional Love (Instrumental) (Mercury, 814 088-1, Hollandia)
- 1983 Unconditional Love (Club Mix) / She Works Hard for the Money (Club Mix) (Mercury, 814 592-1, Hollandia, korlátozott példányszámban)
- 1994 She Works Hard for the Money / Love Is in Control (Finger on the Trigger) (Casablanca Records, PRO 1167-1F, Egyesült Államok, promóciós lemez)

## Az album slágerlistás helyezései
- Anglia: 1983. július. Legmagasabb pozíció: 28. hely
- Egyesült Államok, pop: Legmagasabb pozíció: 9. hely
- Egyesült Államok, R&B: Legmagasabb pozíció: 5. hely
- Japán: Legmagasabb pozíció: 27. hely
- Németország: Legmagasabb pozíció: 14. hely
- Norvégia: 1983. A 27. héttől 5 hétig. Legmagasabb pozíció: 12. hely
- Svájc: 1983. november 6-ától 2 hétig. Legmagasabb pozíció: 23. hely
- Svédország: 1983. augusztus 9-étől 6 hétig. Legmagasabb pozíció: 8. hely

## Legnépszerűbb slágerek
- She Works Hard for the Money

Anglia: 1983. június. Legmagasabb pozíció: 25. hely

Ausztrália: Legmagasabb pozíció: 4. hely

Egyesült Államok: Legmagasabb pozíció: 3. hely

Egyesült Államok, dance: Legmagasabb pozíció: 3. hely

Egyesült Államok, R&B: Legmagasabb pozíció: 1. hely

Hollandia: Legmagasabb pozíció: 17. hely

Írország: Legmagasabb pozíció: 26. hely

Japán: Legmagasabb pozíció: 52. hely

NSZK: Legmagasabb pozíció: 11. hely

Norvégia: 1983. A 22. héttől 1 hétig. Legmagasabb pozíció: 9 hely

Svájc: 1983. szeptember 25-étől 4 hétig. Legmagasabb pozíció: 10. hely

Svédország: 1983. június 14-étől 7 hétig. Legmagasabb pozíció: 5. hely
- Unconditional Love

Anglia: 1983. szeptember. Legmagasabb pozíció: 14. hely

Ausztrália: Legmagasabb pozíció: 57. hely

Egyesült Államok: Legmagasabb pozíció: 43. hely

Egyesült Államok, R&B: Legmagasabb pozíció: 9. hely

Írország: Legmagasabb pozíció: 28. hely
- Love Has a Mind of Its Own

Egyesült Államok: Legmagasabb pozíció: 70. hely

Egyesült Államok, AC: Legmagasabb pozíció: 19. hely

Egyesült Államok, R&B: Legmagasabb pozíció: 35. hely
- Stop, Look and Listen

Anglia: Legmagasabb pozíció: 57. hely

## Lásd még
- Lady of the Night
- Love to Love You Baby
- A Love Trilogy
- Four Seasons of Love
- I Remember Yesterday
- Once Upon a Time
- Live and More
- Bad Girls
- The Wanderer
- Donna Summer
- The Dance Collection: A Compilation of Twelve Inch Singles
- Another Place and Time
- The Donna Summer Anthology

## Külső hivatkozások
- Dalszöveg: She Works Hard for the Money
- Dalszöveg: Stop, Look and Listen
- Dalszöveg: He’s a Rebel
- Dalszöveg: Woman
- Dalszöveg: Unconditional Love
- Dalszöveg: Love Has a Mind of Its Own
- Dalszöveg: Tokyo
- Dalszöveg: People, People
- Dalszöveg: I Do Believe (I Fell in Love)
- Videó: She Works Hard for the Money
- Videó: Unconditional Love